# Agha

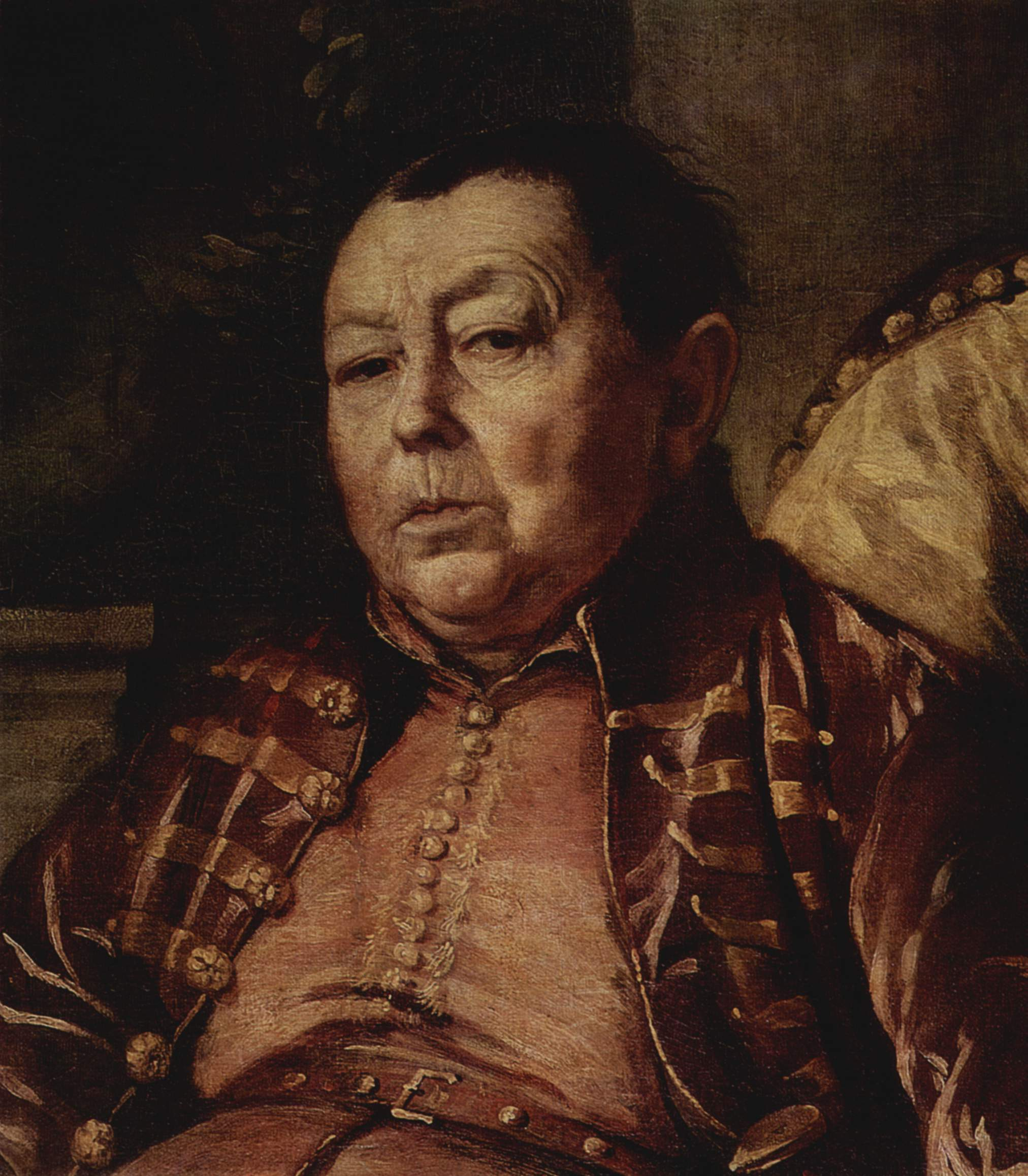
Agha Dedesh di Crimea.

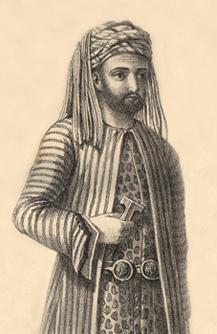
Omar Agha, ufficiale per il pascià curdo, Sheykh Mahmud di Sulaymaniyya del principato di Baban, Kurdistan, 1820.

Agha (in turco ağa, "padrone"), italianizzato aghà oppure agà; era un titolo da ufficiale civile o militare o di corte, e parte di alcuni titoli.
Nell'Impero ottomano si posizionava il titolo dopo il nome del funzionario.